# Еталон змішаного насадження (Бистрицьке лісництво, кв. 69, вид. 10)
Еталон змішаного насадження  — ботанічна пам'ятка природи місцевого значення. Об'єкт розташований на території Надвінянського району Івано-Франківської області, Бистрицьке лісництво, квартал 69, виділ 10.
Площа — 14,0000 га, статус отриманий у 1972 році.